# 黃子桓
黃子桓（英語：Edmond Wong，1978年11月2日—），香港電影編劇，畢業於加拿大安大略省麥瑪斯達大學，修讀社會科學主修經濟學。是黃百鳴小兒子。2018年成立東方影業。

## 電影作品

### 編劇
- 非典人生（2003）
- 終極格鬥（2004）
- 失驚無神（2004）
- 龍虎門（2006）
- 葉問（2008）
- 葉問2（2010）
- 花田囍事2010（2010）
- 開心魔法（2011）
- 忠烈楊家將（2013）
- 詭嬰（2013）
- 西遊記之大鬧天宮（2014）
- 青春鬥（2014）
- 葉問3（2015）
- 浮華宴（2015）
- 賞金獵人（2016）
- 古宅（2018）
- 葉問外傳：張天志（2018）
- 葉問4：完結篇（2019）
- 家有囍事2020（2020）
- 逃獄兄弟（2020）
- 逃獄兄弟2（2021）
- 逃獄兄弟3（2022）
- 焚身（2022）
- 忽然心動（2022）

## 電視作品

### 監製
- 反起跑線聯盟（2022）
- 反起跑線聯盟2（2024）

## 外部連結
- 黃子桓在香港影庫上的簡介
- 黃子桓在豆瓣上的资料（简体中文）
- 黃子桓在时光网上的簡介（简体中文）
- 黃子桓在互联网电影资料库（IMDb）上的資料（英文）